# 川上中継局
川上中継局（かわかみちゅうけいきょく）は、長野県南佐久郡川上村に設置されていたアナログテレビジョン放送の中継局である。

## 中継局概要
- 所在地：長野県南佐久郡川上村御所平（男山中腹）

| 放送局名    | チャンネル | 空中線電力 | ERP | 放送対象地域 | 放送区域内世帯数 | 開局日 |
| ----------- | ---------- | ---------- | --- | ------------ | ---------------- | ------ |
| NHK長野総合 | 59ch       | 30W        | -W  | 長野県       | -世帯            | 不明   |
| NHK長野教育 | 57ch       | 30W        | -W  | 全国         | -世帯            | 不明   |
| SBC信越放送 | 55ch       | 30W        | -W  | 長野県       | -世帯            | 不明   |
| NBS長野放送 | 61ch       | 30W        | -W  | 長野県       | -世帯            | 不明   |

- 2011年7月24日をもってすべて廃止された。
- TSBやabnは中継局を設置しなかったため、美ヶ原送信所の電波、もしくはケーブルテレビを通して受信していた。
- 地上デジタルテレビジョン放送については、美ヶ原送信所もしくは南牧中継局（TSBやabnもデジタル新局として開局）でカバーされるため、廃局となった。